# Robert Prigent

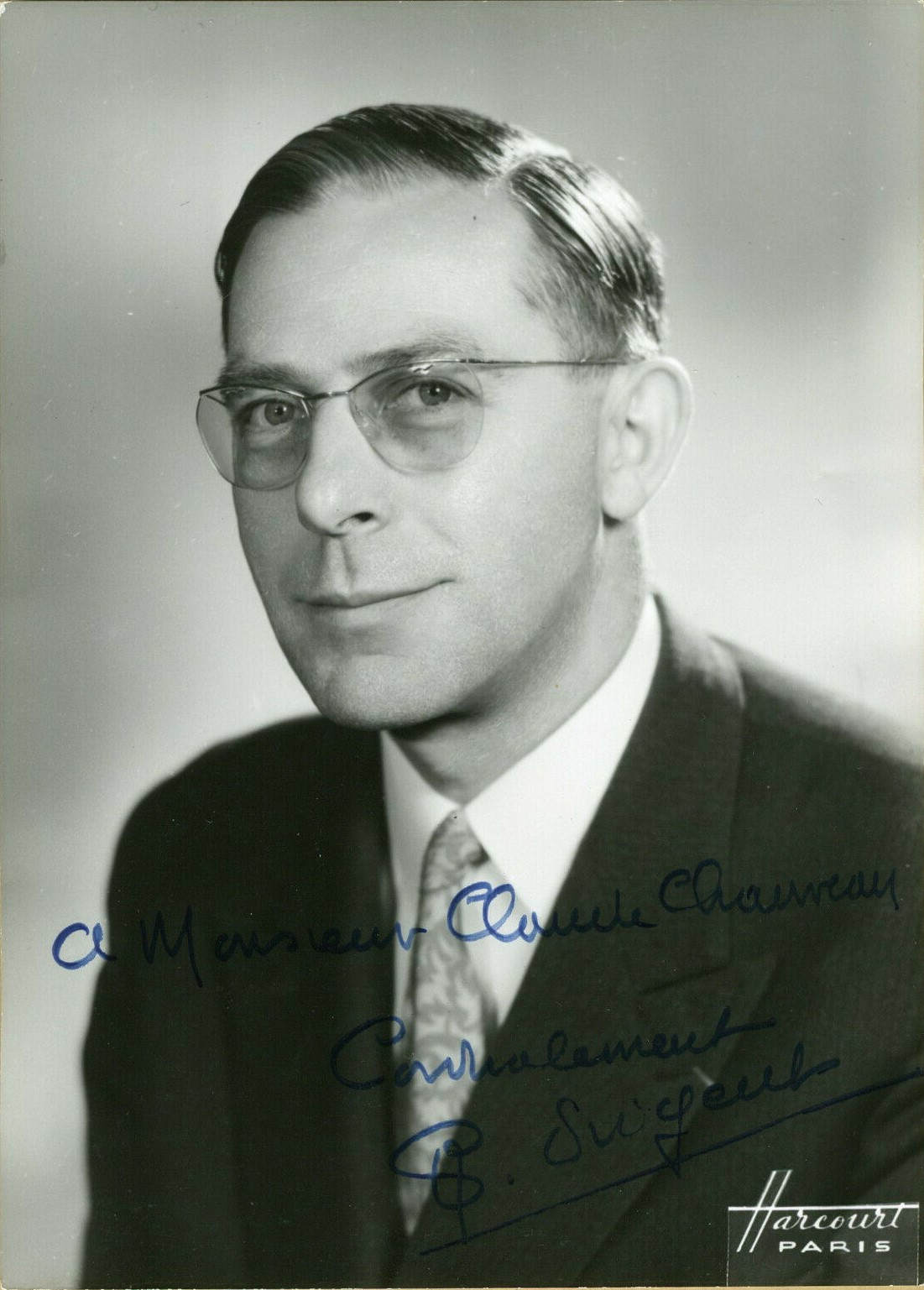
Robert Prigent

Robert Paul Albert Prigent (* 24. November 1910 in Saint-Pol-sur-Mer, Dunkerque, Département Nord; † 13. Juli 1995 im 16. Arrondissement, Paris) war ein französischer katholischer Gewerkschaftsfunktionär und Politiker der MRP (Mouvement républicain populaire), der unter anderem zwischen 1945 und 1951 Mitglied der Nationalversammlung sowie von 1945 bis 1947 mehrmals Minister war.

## Leben
Robert Paul Albert Prigent, Sohn eines Matrosen und einer Haushaltshilfe, wurde nach dem Tode des Vaters als Dreizehnjähriger 1924 Halbwaise und besuchte nach der „Jules Ferry“-Grundschule in Rosendaël und arbeitete nach einer Ausbildung von 1927 bis 1930 als Elektroinstallateur im Stahlwerk Firmigny in Leffrinckoucke. Nach ein zweijährigen Arbeitslosigkeit und der Ableistung seines Militärdienstes wurde er 1933 erneut Elektroinstallateur im Stahlwerk Firmigny und begann sein gewerkschaftliches Engagement. Er fungierte als Sekretär des Französischen Bundes christlicher Arbeiter CFTC (Confédération française des travailleurs chrétiens) in Dunkerque sowie Mitglied der Demokratischen Volkspartei PDP (Parti Démocrate Populaire). Im September 1937 wurde er ferner stellvertretender Herausgeber von „Monde Ouvrière“ anvertrauten, dem Organ der Christlichen Arbeiterliga LOC (Ligue ouvrière chrétienne), und arbeitete in dieser mit Paul Bacon und Fernand Bouxom zusammen. Während der deutschen Besetzung Frankreichs im Zweiten Weltkrieg  organisierte er die Arbeiterfamilienbewegung (Mouvement familial ouvrier) und wurde im September 1943 als Vertreter der Zivilen und Militärischen Organisation OCM (Organisation civile et militaire) Mitglied der Provisorischen Beratenden Versammlung (Assemblée consultative provisoire) in Algier. Er erarbeitete eine Änderung der Verordnung über die Organisation der öffentlichen Verwaltungen, die das Frauenwahlrecht einführte. Nach der La Libération, der Befreiung Frankreichs, wurde er zum Direktor des Generalkommissariats für Familien (Commissariat général à la famille) ernannt.

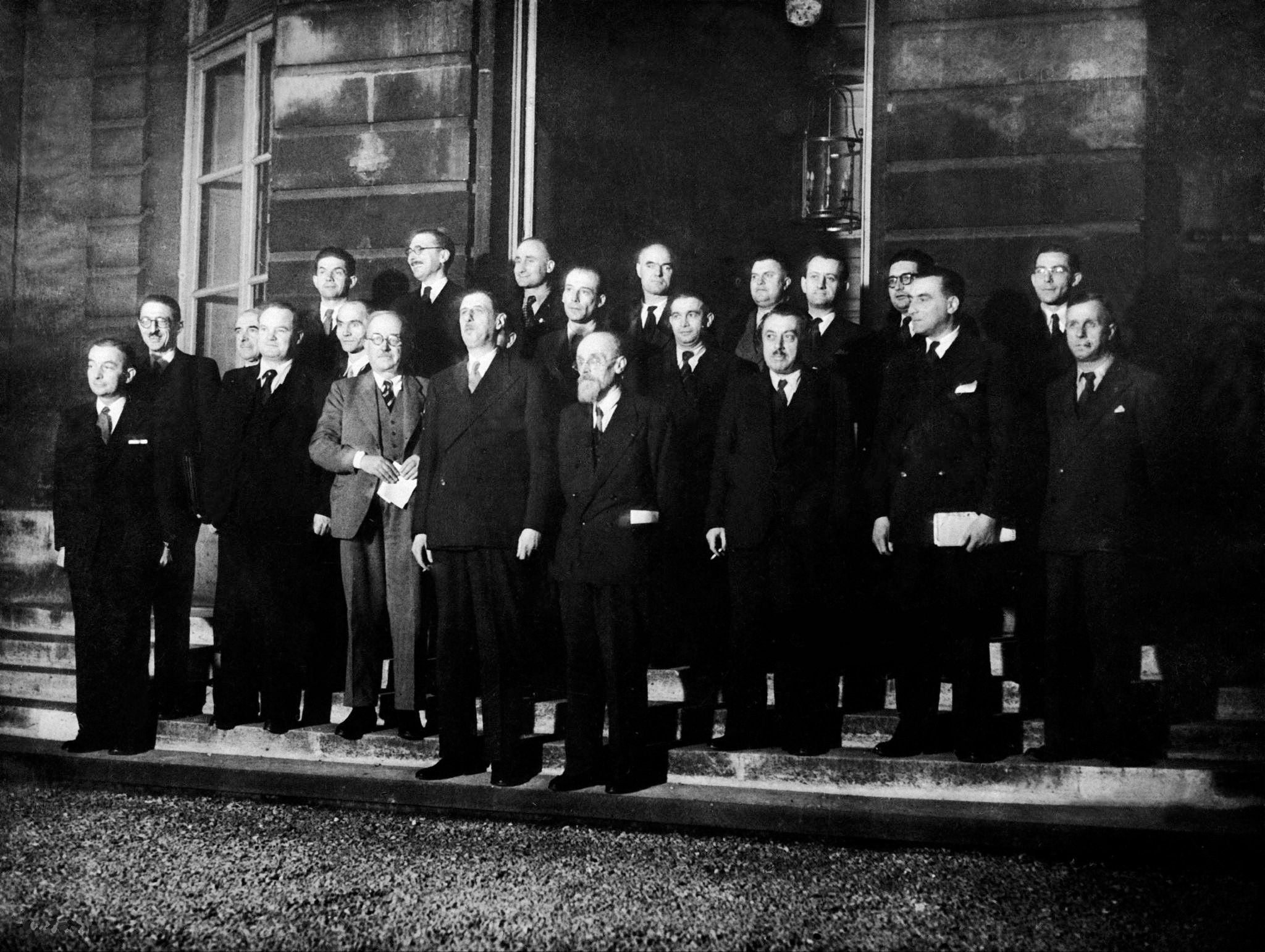
Das Kabinett de Gaulle II

Prigent wurde für die Volksrepublikanische Bewegung MRP (Mouvement républicain populaire) bei der Wahl am 21. Oktober 1945 im zweiten Wahlkreis des Département Nord zum Mitglied der Verfassunggebenden Nationalversammlung (Assemblée nationale constituante) gewählt und gehörte dieser vom 6. November 1945 bis zum 10. Juni 1946 an. Während der Provisorischen Regierung der Französischen Republik wurde er am 21. November 1945 als Minister für Bevölkerung (Ministre de la Population) in das Kabinett de Gaulle II berufen und bekleidete dieses Amt bis zum 26. Januar 1946. Im darauf folgenden Kabinett Gouin fungierte er zwischen dem 26. Januar und dem 24. Juni 1946 als Minister für öffentliche Gesundheit und Bevölkerung (Ministre de la Santé et de la Population). Bei der Wahl am 2. Juni 1946 wurde er als Nachfolger seines Parteifreundes Maurice Ioos daraufhin im ersten Wahlkreis des Département Nord zunächst wieder zum Mitglied der Verfassunggebenden Nationalversammlung sowie bei der Wahl am 10. November 1946 zum Mitglied der Nationalversammlung (Assemblée nationale) gewählt, denen er zwischen dem 11. Juni 1946 und dem 3. Juli 1951 angehörte, woraufhin Auguste Damette vom Rassemblement du peuple français (RPF) neuer Abgeordneter für diesen Wahlkreis wurde.
Am 24. Juni 1946 übernahm Robert Prigent im Kabinett Bidault I abermals das Amt als Minister für Bevölkerung und hatte dieses bis zum 16. Dezember 1946 inne, ehe er als Nachfolger von Georges Marrane und einer kommissarischen Amtsführung von Marcel Roclore (4. bis 9. Mai 1947) im Kabinett Ramadier I zwischen dem 9. Mai und dem 22. Oktober 1947 wiederum Minister für öffentliche Gesundheit und Bevölkerung war. Daneben war er von 1947 bis zum 22. Oktober 1948 auch erstmals Mitglied des Gemeinderates von Malo-les-Bains, das heute zu Dunkerque gehört. Im Kabinett Bidault II übernahm er vom 14. Februar bis zum 2. Juli 1950 den Posten als Staatssekretär beim Präsidium des Ministerrates (Secrétaire d’État à la Présidence du Conseil) und war damit ein enger Mitarbeiter von Premierminister Georges Bidault. Im darauf folgenden Kabinett Queuille II fungierte er vom 2. bis 12. Juli 1950 für zehn Tage noch als Staatssekretär beim Innenminister (Secrétaire d’État à l’intérieur) Henri Queuille, der zugleich Premierminister war. Er war zwischen dem 3. Mai 1953 und dem 3. März 1959 noch einmal Mitglied des Gemeinderates von Malo-les-Bains.